# Cristóbal Campos
Cristóbal Alejandro Campos Véliz (Lonquén, 27 de agosto de 1999) es un exfutbolista chileno. Se desempeñaba como guardameta y su último equipo fue San Antonio Unido de la Segunda División Profesional de Chile.

## Trayectoria
Formado en las divisiones inferiores de Colo-Colo para luego llegar a Universidad de Chile, donde llegó el año 2009, estando a prueba en el Sporting de Lisboa durante el año 2017. Tras su regreso, fue promovido al primer equipo por el técnico Hernán Caputto el año 2019. El 11 de febrero de 2020 debutó como profesional por el Club Universidad de Chile ante Internacional de Porto Alegre en el Beira-Rio, en aquel partido, Internacional derrotó por 2-0 a Universidad de Chile. En diciembre de 2023, se anunció su rescisión de contrato con el equipo laico, luego de que Campos estuviera siendo investigado por el Ministerio Público ante una denuncia de violencia intrafamiliar.
El 20 de marzo de 2024 fue anunciado como nuevo jugador de San Antonio Unido de la Segunda División Profesional de Chile. Anotó su único gol como arquero ante Provincial Osorno, anotando el 1-0 de San Antonio Unido en un encuentro que terminó 1-1.

### Accidente automovilístico
El 2 de septiembre de 2024, regresando de jugar un encuentro válido por la Segunda División Profesional ante Trasandino, Campos sufrió un grave accidente automovilístico en la Ruta 78 a la altura de Malloco. Según los primeros reportes, el arquero habría sufrido la amputación traumática de su pie derecho, el cual habría sido reimplantado en las horas posteriores.Sin embargo, a pesar de las múltiples cirugías para poder salvar su pie, sufrió la amputación parcial de su pie derecho.
El jugador estuvo en mira de O'Higgins de Rancagua para el restante del Campeonato 2024 debido a la lesión grave de Nicolás Peranic, pero vio truncado su traspaso al club rancagüino debido al accidente automovilístico. 

## Selección nacional

### Selecciones menores
Fue seleccionado chileno Sub-20 en el Campeonato Sudamericano de Fútbol Sub-20 de 2019 disputado en Chile, con el técnico Héctor Robles, no disputando ningún partido. Su selección fue eliminada en la primera fase del campeonato en la derrota con la Selección de fútbol de Colombia en el Estadio El Teniente de Rancagua.
| Torneo                      | Sede  | Resultado    | Partidos | Goles |
| --------------------------- | ----- | ------------ | -------- | ----- |
| Sudamericano Sub-20 de 2019 | Chile | Primera fase | 0        | 0     |

### Selección adulta
Fue suplente en el partido en que el 2 de junio de 2017 Chile venció por 3 goles a 0 a Burkina Faso, en un partido preparatorio para la Copa Confederaciones que afrontaría La Roja el mismo año.
El 15 de septiembre de 2022, fue convocado por el director técnico Eduardo Berizzo para enfrentar los partidos amistosos ante Marruecos y Catar.
El 11 de junio de 2023, tiene su debut internacional, jugando los '90 en la victoria de Chile por 3:0 ante su similar de Cuba.

### Partidos internacionales
Actualizado hasta el 11 de junio de 2023.
| Partidos internacionales | Partidos internacionales | Partidos internacionales                       | Partidos internacionales | Partidos internacionales | Partidos internacionales | Partidos internacionales | Partidos internacionales | Partidos internacionales | Partidos internacionales |
| N.º                      | Fecha                    | Estadio                                        | Local                    | Resultado                | Visitante                | Goles                    | Asistencias              | DT                       | Competición              |
| ------------------------ | ------------------------ | ---------------------------------------------- | ------------------------ | ------------------------ | ------------------------ | ------------------------ | ------------------------ | ------------------------ | ------------------------ |
| 1                        | 11 de junio de 2023      | Estadio Ester Roa Rebolledo, Concepción, Chile | Chile                    | 3-0                      | Cuba                     |                          |                          | Eduardo Berizzo          | Amistoso                 |
| Total                    | Total                    | Total                                          | Presencias               | 1                        | Goles                    | 0                        |                          |                          |                          |

| Selección chilena | Selección chilena | Selección chilena |
| Año               | Partidos          | Goles             |
| ----------------- | ----------------- | ----------------- |
| 2023              | 1                 | 0                 |
| Total             | 1                 | 0                 |

## Estadísticas
Actualizado al último partido jugado el 1 de septiembre de 2023.
| Club                         | Div           | Temporada     | Liga  | Liga  | Liga   | Copas nacionales | Copas nacionales | Copas nacionales | Torneos internacionales | Torneos internacionales | Torneos internacionales | Total | Total | Total  |
| Club                         | Div           | Temporada     | Part. | Goles | G. Rec | Part.            | Goles            | G. Rec           | Part.                   | Goles                   | G. Rec                  | Part. | Goles | G. Rec |
| ---------------------------- | ------------- | ------------- | ----- | ----- | ------ | ---------------- | ---------------- | ---------------- | ----------------------- | ----------------------- | ----------------------- | ----- | ----- | ------ |
| Universidad de Chile · Chile | 1.ª           | 2020          | —     | —     | —      | —                | —                | —                | 1                       | 0                       | -2                      | 1     | 0     | -2     |
| Universidad de Chile · Chile | 1.ª           | 2021          | 6     | 0     | -5     | 3                | 0                | -2               | —                       | —                       | —                       | 9     | 0     | -7     |
| Universidad de Chile · Chile | 1.ª           | 2022          | 14    | 0     | -20    | 6                | 0                | -5               | —                       | —                       | —                       | 19    | 0     | -25    |
| Universidad de Chile · Chile | 1.ª           | 2023          | 21    | 0     | -26    | 2                | 0                | 0                | —                       | —                       | —                       | 23    | 0     | -26    |
| Universidad de Chile · Chile | Total club    | Total club    | 41    | 0     | -51    | 11               | 0                | -7               | 1                       | 0                       | -2                      | 53    | 0     | -60    |
| San Antonio Unido · Chile    | 3.ª           | 2024          | 15    | 1     | -18    | 3                | 0                | -9               | —                       | —                       | —                       | 18    | 1     | -27    |
| San Antonio Unido · Chile    | Total club    | Total club    | 15    | 1     | -18    | 3                | 0                | -9               | 0                       | 0                       | 0                       | 18    | 1     | -27    |
| Total carrera                | Total carrera | Total carrera | 56    | 1     | -69    | 14               | 0                | -16              | 1                       | 0                       | -2                      | 71    | 1     | -87    |
| 1. 2. 3.                     |               |               |       |       |        |                  |                  |                  |                         |                         |                         |       |       |        |